# Pierre des Marmettes
La Pierre des Marmettes est un bloc erratique de 1 824 m3 situé près de Monthey dans le canton du Valais, en Suisse.

## Description
Il a été transporté par un glacier du Val Ferret jusqu'à Monthey. Le rocher est constitué de granit du Mont Blanc. Jusqu'au 19esiècle, les rochers servaient de matériaux de construction (par exemple pour la construction de chemins de fer et de routes). 
Afin de protéger le rocher, la Société helvétique des sciences naturelles l'achète en 1906 pour 30 000 francs après de longues négociations avec le propriétaire. Les difficultés rencontrées à cette occasion ont conduit à la création de la Commission suisse pour la protection de la nature.
Il se trouve sur le parking de l'hôpital de Monthey.